# 路易斯·德列皮亚内
路易斯·德列皮亚内（西班牙語：Luis J. Dellepiane，1865年4月26日—1941年8月14日），是阿根廷的陆军中将、政治家和土木工程师。德莱皮安在1928年加入了伊波利托·伊里戈延总统领导的激进公民联盟政府，担任战争部长一职。之后他于1930年政变前夕辞职。